# Meloe angusticollis
Meloe angusticollis är en skalbaggsart som beskrevs av Thomas Say 1824. Meloe angusticollis ingår i släktet Meloe och familjen oljebaggar. Inga underarter finns listade i Catalogue of Life.

## Bildgalleri

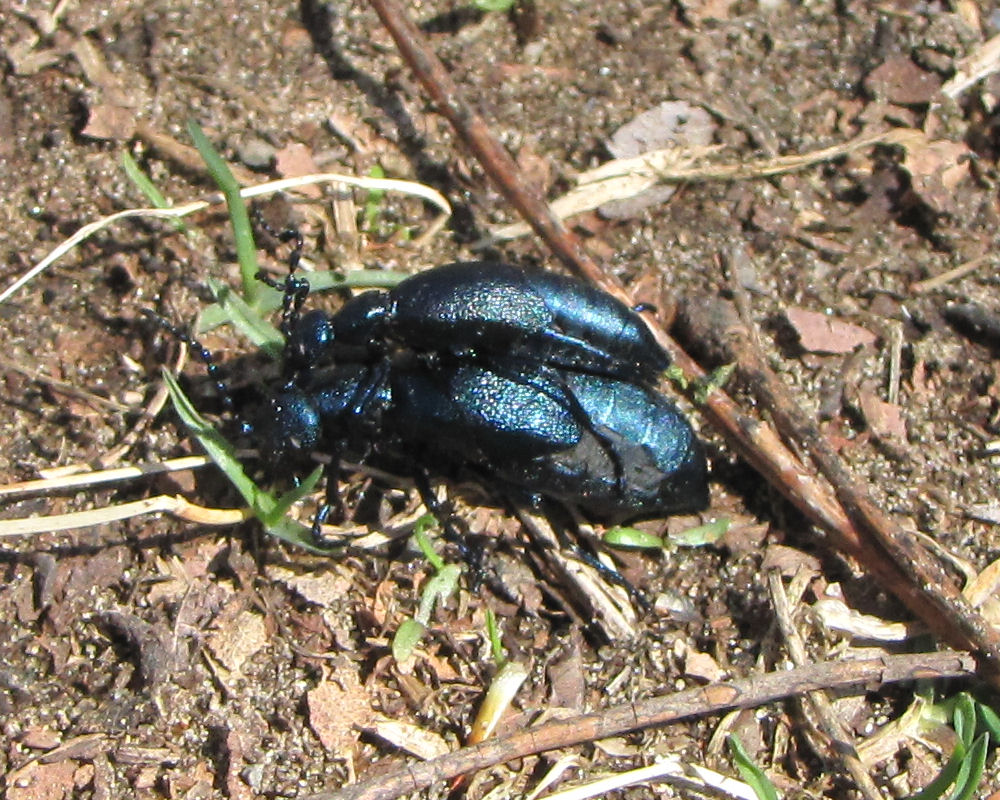